# 아나돌루 에페스

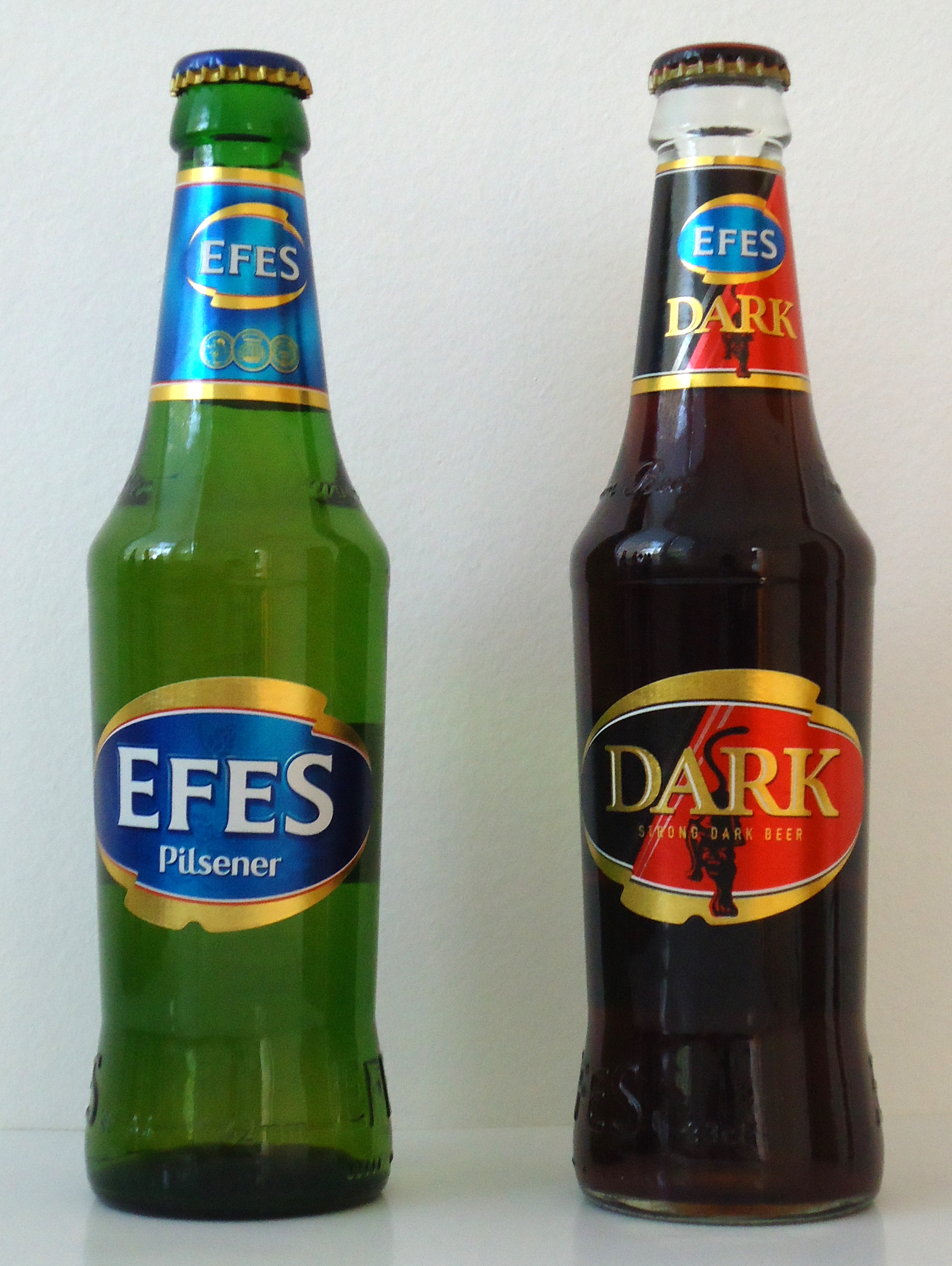
에페스의 브랜드

아나돌루 에페스(튀르키예어: Anadolu Efes)는 터키 이스탄불에 본사를 둔 음료 기업으로, 1969년에 설립되어 오늘날 터키, 러시아, 카자흐스탄, 몰도바, 조지아, 세르비아에 총 16개의 양조장을 보유하고 있다. 주력 브랜드는 에페스 필센(Efes Pilsen) 맥주이다.